# Geert Wilders
Geert Wilders (Venlo, 6 de setembro de 1963) é um político neerlandês e líder do Partido para a Liberdade, que na eleição legislativa de março de 2017 se tornou o segundo maior partido no Parlamento dos Países Baixos e em 22 de novembro de 2023 vence as mesmas eleições.
Suas posições sobre a imigração, e em especial, sobre o Islã na Europa, o tornaram uma figura controversa, e ao mesmo tempo, conhecida em todo o mundo. Wilders é considerado um político populista e suas visões são geralmente associadas à extrema-direita. Pessoalmente, ele se considera um membro da direita liberal, mas não muito ortodoxo.
Wilders, que durante muito tempo se recusou a alinhar com líderes europeus de extrema-direita como Jean-Marie Le Pen e Jörg Haider, expressou preocupação por estar a ser ligado aos grupos fascistas de direita.
Desde 2004 que tem proteção policial vinte e quatro horas por dia.

## Carreira política
Wilders iniciou sua carreira política no Partido Popular para a Liberdade e Democracia (VVD), em 1997 foi eleito para o Conselho Municipal de Utrecht. Nesta época, sofreu um assalto perto da sua casa, que ficava em Kanaleneiland, um bairro com alto número de imigrantes muçulmanos.
Um ano depois, Wilders foi eleito para o Parlamento Nacional, mas em seu primeiro mandato, ele não chamou a atenção. A partir de 2002, quando passou a ocupar o cargo de porta-voz do VVD, Wilders se tornou conhecido devido as suas críticas ferrenhas sobre o extremismo islâmico. Tais críticas provocavam desconforto de lideranças do partido.
Desgastado, Wilders deixa o VVD em 2004 e cria o seu próprio partido, o qual inicialmente se denominou "Groep Wilders", que mais tarde ganhou o nome atual Partido para a Liberdade.
Durante a campanha para a eleição de 2002, houve o assassinato do político Pim Fortuyn, (o primeiro crime com motivações políticas no país desde o final da 2ª Guerra), feroz crítico da imigração muçulmana para os Países Baixos, por um extremista esquerdista chamado Volkert van der Graaf, que afirmou ter matado Fortuyn para proteger os grupos mais desfavorecidos da sociedade e evitar que Fortuyn utilizasse os muçulmanos como bode expiatório.
Pela proximidade com as posições de Fortuyn, Wilders tornou-se herdeiro dos partidários deste. Em 2004, nas eleições para o parlamento, o PVV obteve 9 cadeiras.
Em 2009, nas eleições para o Parlamento Europeu, começou a sequência de resultados eleitorais espetaculares do PVV. O partido obteve 16,8% dos votos, ganhando 4 dos 25 assentos no Parlamento e ficando em segundo, atrás apenas da CDA.
Em 3 de março de 2010, as eleições para os conselhos locais foram realizadas nos municípios dos Países Baixos. Alegando uma escassez de bons candidatos, o PVV disputou em apenas dois municípios: Haia e Almere. O PVV venceu em Almere e ficou em segundo lugar em Haia. Em Almere, o PVV ganhou 21 por cento dos votos. Em Haia, o PVV conquistou 8 lugares no conselho municipal, apenas dois abaixo dos PvdA. Em 8 de março de 2010, Wilders anunciou que iria tomar um assento no conselho da cidade de Haia, depois que ficou claro que ele ganhou 13 mil votos de preferência. Anteriormente ele havia dito que não iria ocupar um lugar.
Em 9 de Junho de 2010, o PVV chega a condição de terceira maior força política dos Países Baixos, ao conquistar 24 cadeiras no Parlamento.
Quando das eleições legislativas de 15 de Março de 2017, o seu partido alcançou 20 cadeiras no Parlamento e tornou-se o segundo maior partido político da Holanda, enquanto os outros dois principais partidos, o VVD e o PvDa, perderam respectivamente 8 e 29 assentos.
Recebe um financiamento substancial do bilionário americano de extrema-direita Robert Shillman através da Fundação Horowitz.

## Opiniões

### Oriente Médio
Geert Wilders já viveu em Israel por um período de dois anos, no qual também visitou outros países da região, como o Egito. Wilders se coloca como um firme apoiador do Estado Hebreu no confronto com seus vizinhos árabes, afirmando que Israel é a primeira linha de defesa do ocidente e defendendo também, a ampliação dos assentamentos hebraicos, assim como a anexação da Cisjordânia por Israel. Provocou grande polêmica ao afirmar que há um estado palestino independente desde 1946, e este é o Reino da Jordânia, e que assim, a Jordânia deveria passar a ser chamada de "Palestina" e receber toda a população árabe da Cisjordânia, a qual ele afirmou pertencer a Israel, referindo-se a esta pelos nomes Bíblicos de Judeia e Samária. Considera que Israel é uma linha de defesa contra a Jihad, e que uma eventual queda do estado Hebreu não pacificaria o Oriente Médio, mas incentivaria aos muçulmanos a tomarem a Europa.
Em uma conferência nos Estados Unidos, Wilders declarou: "Se Jerusalém cair nas mãos dos muçulmanos, Atenas e Roma serão as próximas. Desta forma, Jerusalém é a principal frente protegendo o Ocidente. Não se trata de um conflito sobre território, mas uma batalha ideológica, entre a mentalidade do Ocidente liberal e a ideologia do barbarismo islâmico".
Em 5 Março de 2010, num discurso na House of Lords, no Reino Unido, Wilders esclareceu a sua posição: "Eu não tenho um problema e meu partido não tem um problema com os muçulmanos como tal. Há muitos muçulmanos moderados. A maioria dos muçulmanos são cidadãos que respeitam a lei e querem viver uma vida pacífica, como vocês e eu. Eu sei disso. É por isso que sempre faço uma distinção clara entre o povo, os muçulmanos, e a ideologia, entre o Islã e os muçulmanos. Há muitos muçulmanos moderados, mas não existe tal coisa como um Islã moderado".

## Julgamento
Em 15 de agosto de 2007, um representante do Ministério Público em Amsterdã declarou que dezenas de denúncias contra Wilders, que haviam sido arquivados, estavam sendo consideradas. As tentativas de processar Wilders com base em leis anti-ódio, em Junho de 2008 falharam, com o escritório do Ministério Público afirmando que os comentários Wilders "contribuiu para o debate sobre o Islã na sociedade holandesa e também tinha sido feita fora do Parlamento". O escritório divulgou uma declaração dizendo: "Que os comentários são dolorosos e ofensivo para um grande número de muçulmanos, mas não significa que sejam puníveis, pois a liberdade de expressão desempenha um papel essencial no debate público numa sociedade democrática. Isso significa que comentários ofensivos podem ser feitos em um debate político."
Em 21 de janeiro de 2009, um tribunal ordenou a julgá-lo, sob as acusações de incitar o ódio e a discriminação racial e religiosa, por ter comparado o Corão à obra "Mein Kampf", de Adolf Hitler, e por ter exortado os muçulmanos a adotarem a "cultura dominante" ou então a saírem do país, em comentários feitos entre 2006 e 2008 em jornais holandeses, em fóruns na internet e nos 17 minutos do seu filme "Fitna". Num discurso seu no Parlamento em 6 de Setembro de 2007, Wilders inclusive pediu que o Alcorão fosse banido, invocando os artigos 132 e 137 do Código Penal holandês, que proíbem o incitamento ao ódio, crime e caos, citando vários versos do Alcorão como apoio de suas ideias (2:191, 3:141, 4:91, 5:33, 4:56, 69:30, 69:32, 47:4, 2:65, 5:60, 7:166, 9:30). A Middle East Forum criou um Fundo de Defesa Legal para a defesa de Wilders. No entanto, o apoio público para o Partido para a Liberdade aumentou muito desde o início dos problemas legais de Wilders.
No final de outubro de 2010, o tribunal holandês aprovou um pedido de Geert Wilders para que novos juízes assumissem o caso. Em 7 de Fevereiro de 2011, Wilders retornou à sala do tribunal para que sua equipe jurídica pudesse apresentar provas de especialistas islâmicos que o tribunal rejeitou em 2010, incluindo Mohammed Bouyeri, que assassinou o cineasta Theo van Gogh, e o acadêmico holandês Hans Jansen.
Em 23 de Junho de 2011, Wilders foi absolvido de todas as acusações. O Tribunal holandês observou que apesar de as declarações de Wilders terem sido "grosseiras e difamatórias", elas não incitaram o ódio. Como tanto o procurador e a defesa pediram absolvição completa, ao veredicto provavelmente não cabe recurso.
Em 18 de março de 2016, um segundo julgamento contra Wilders começou, desta vez com a acusação de incitar "discriminação e ódio" contra os marroquinos que vivem nos Países Baixos. Em 17 de novembro de 2016, o Ministério Público holandês exigiu uma multa de € 5 000. A multa acabou por ser retirada, apesar de Wilders ter sido condenado.